# Ealdwulf af East Anglia
Ealdwulf (oldengelsk: Aldwulf), også kendt som Aldulf eller Adulf, var en konge af East Anglia fra ca. 664 til 713. Han var søn af Hereswitha, en prinsesse fra Northumbria og Æthilric (død før ca. 664), hvis brødre hereskede East Anglia i 600-tallet. Iføge Beda så huskede Ealdwulf, at da han var meget ung så han et kristent/hedens tempel, der tilhørte hans forfader Rædwald.
Der kendes kun få deltager om Ealdwulfs lange regeringstid på 49 år; varigheden afspejler succesen af de alliancer, der var blevet etableret i årtierne inden han overtog magten. I hans periode som konge oplevede East Anglia sabilitet og vækst, ikke mindst i det kommercielle centrum ved Gipeswic (det moderne Ipswich), og East Angliske mønter blev slået for første gang. Inde i kongeriget blev stiftene etableret med nyt sæde i Helmham (sandsynligvis ved North Elmham i Norfolk).
Han og hans ukendte dronning fik mindst to børn. Han blev efterfulgt i 713 af deres søn Ælfwald, den sidste i Wuffingas-dynastiet, som herskede over East Angles.